# Вендел Мередит Стенли
Вендел Мередит Стенли (енгл. Wendell Meredith Stanley; Риџвил, 16. август 1904 — Саламанка, 15. јун 1971) био је амерички биохемичар, вирусолог и носилац Нобелове награде.

## Биографија
Стенли је рођен у Риџвилу у држави Индијана, а стекао је диплому хемије на Ерлам Колеџу у Ричмонду (Индијана). Затим је студирао на Универзитету у Илиноису, стекавши магистарски статус 1927. године, а докторирао је у области хемије две године касније. Његова каснија достигнућа укључују писање књиге „Хемија: лепа ствар“ и добијање Пулицерове награде.

### Истраживање
Као члан Националног истраживачког савета привремено се преселио ради академског рада са Хајнрихом Виландом у Минхен, пре него што се вратио у Сједињене Америчке Државе 1931. По повратку примљен је за асистента на Рокфелеровом институту за медицинска истраживања. У Институту је остао до 1948, придружени члан постао је 1937, а члан 1940. 1948. године постао је професор биохемије на Калифорнијском универзитету у Берклију и саградио лабораторију за вирусе и самосталну зграду Одељења за биохемију, која се данас зове Стенли Хол.
Стенлијев рад је допринео сазнању о лепрацидним једињењима, стереохемији дифенила и хемији стерола. Његово истраживање вируса који узрокује болест мозаика у биљкама дувана довело је до изолације нуклеопротеина који је показивао активност вируса мозаика дувана.
Стенлију је додељена Нобелова награда за хемију 1946. године. Међу његове друге запажене награде спадале су Розенбургерова медаља, награда Алдер, награда Скот, награда Златна плоча Америчке академије за достигнућа и награда АМА (Америчко медицинско удружење) за научна достигнућа. Такође су му додељена почасна звања на многим америчким и страним универзитетима, укључујући Харвард, Јејл, Принстон и Универзитет у Паризу - Сорбону. Већина закључака које је Стенли изнео у истраживању које му је донело Нобелову награду убрзо су се показали нетачним (нарочито да су кристали вируса мозаика које је изоловао били чисти протеини и да су образовани аутокатализом). 

### Лични живот
Стенли се оженио са Меријен Стајплес (1905—1984) 1929. године и имао је три ћерке (Марџори, Дороти и Џанет) и сина (Вендел М. Јуниор). Стенли Хол у Берклију (сада Stanley Biosciences and Bioengineering Facility) и Стенли Хол на Ерлам колеџу именовани су у његову част. Његова ћерка Марџори удала се за доктора Роберта Алба, лекара кошаркашког тима Голден Стејт вориорса, као и фудбалског тима Оукланд Рајдерса.